# Mariano Asaro
Mariano Asaro (Castellammare del Golfo, 11 maggio 1950) è un mafioso italiano.
Inserito nell'elenco dei trenta latitanti più pericolosi d'Italia e arrestato il 18 aprile 1997 dopo una lunga ricerca, era soprannominato "l'americano" per il suo presunto ruolo di collegamento con Cosa nostra statunitense.

## Biografia
Di professione odontotecnico. Arrestato nel 1997, era latitante dal marzo del 1994, sfuggito agli arresti operati dai Carabinieri di Trapani nell'ambito dell'"operazione Petrov". 
Il suo nome, insieme a quello di altri mafiosi della provincia di Trapani, fra i quali quello di Mariano Agate, fu scoperto nell'elenco degli iscritti alla loggia massonica "Iside 2". Accusato della strage di Pizzolungo e assolto in tutti e tre i gradi di giudizio. Scarcerato per ragioni di salute nel 2003, è ritornato in carcere nel febbraio 2004 per scontare una pena detentiva definitiva di tre anni e quattro mesi di reclusione per porto illegale, continuato e aggravato, in concorso, di armi da fuoco. Nel 2010 è condannato in appello a 15 anni per associazione a delinquere di stampo mafioso.
Secondo il collaboratore di giustizia Rosario Spatola, era considerato un esperto di esplosivi dagli altri esponenti di Cosa nostra, che si sarebbero rivolti a lui più volte per "consulenze" sull'argomento. Sempre secondo Spatola, Asaro avrebbe fornito le armi utilizzate nell'omicidio del giudice Giangiacomo Ciaccio Montalto ma fu assolto definitivamente da quest'accusa perché scagionato da altri collaboratori di giustizia. 
Nel 2014 è stato condannato dal Gup a 3 anni e 8 mesi per aver chiesto il pizzo a un imprenditore, presidente di Confindustria Trapani.